# اومارل

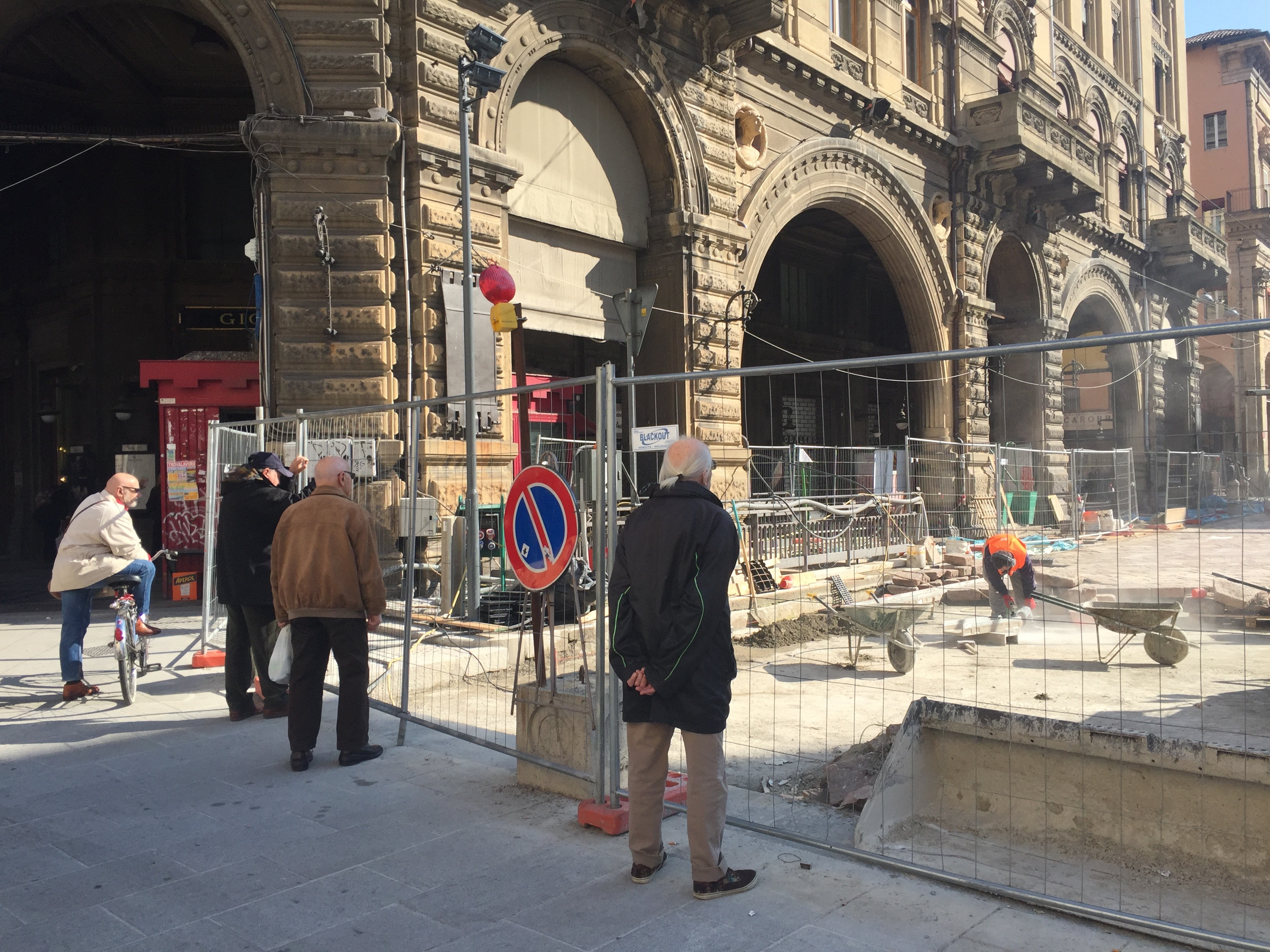
نمایی از چند پیرمرد «اومارل» در بولونیا - ۲۰۱۶

اومارل (umarèl) یک عبارت محلی و تغییر یافته از لهجه بولونیایی است که اشاره به پیرمردانی دارد که دوره بازنشستگی را طی می‌کنند و زمان خود را با تماشای محل‌های ساخت و ساز مخصوصا کارهای جاده‌سازی می‌گذرانند این افراد معمولاً دستان خود را پشت سر خود میگذارند و توصیه‌های ناخواسته می‌کنند. این لغت در معنای لغوی به معنای مرد کوچک است. 